# Хилл, Джеймс (философ)
Джеймс Вильям Гаролд Хилл (англ. Hill James William Harold, род. 16 мая 1964, Годалминг, Суррей) — чешский историк философии британского происхождения.

## Биография
Учился в Оксфордском Тринити-колледже (MA oxon, 1992), позже в Университете Женевы (D.E.S., 1998). В 2002 году защитил докторскую диссертацию в Лондонском университете о критике механизма у Джона Локка. С начала 1990-х годов живёт и работает в Чешской Республике. Работает старшим преподавателем философского факультета Карлова университета в Праге, а также научным сотрудником Института философии Академии наук Чехии. Долгое время занимается изучением ранней Философии Нового времени, прежде всего трудов Локка и Декарта, которым посвящён ряд его публикаций.
Осенью 2006 года был одним из участников Международного симпозиума, посвящённого философии Джорджа Беркли, где выступил с докладом «Действительно ли Беркли был эмпиристом?» («Was Berkeley Really an Empiricist?»). Также занимается современной философией сознания. В 2012 году издательство Continuum выпустило его книгу «Декарт и сомневающийся ум» («Descartes and the Doubting Mind»).